# Hepcidine
Hepcidine is een in de lever gevormd hormoon dat de ijzeropname en -distributie in het lichaam reguleert.

## Introductie
IJzer is een essentieel element, waarvan de beschikbaarheid in het lichaam nauwkeurig moet worden gereguleerd. De balans tussen een tekort aan ijzer (ijzergebreksanemie) en een teveel aan ijzer (ijzerstapeling) wordt bewaakt door hepcidine, een in de lever geproduceerde peptidehormoon.
De werking van hepcidine komt tot uiting door binding aan de membraan gebonden ijzerexporter ferroportine in duodenumcellen (de twaalfvingerige darm, het eerste deel van de dunne darm) en in macrofagen. Na binding wordt deze exporter geblokkeerd waardoor er tijdelijk geen ijzer meer opgenomen kan worden door de darm of afgegeven door het reticulo endotheliaal systeem. Hierdoor wordt de plasma-ijzerconcentratie beïnvloed.
Bij te lage ijzerwaarde zal er minder hepcidine afgegeven worden door de lever waardoor de ijzeropname weer zal toenemen (homeostatisch regelsysteem).
Kwantificering van hepcidine in urine of plasma is een specialistische bepaling waarvoor momenteel slechts enkele gevalideerde analytische methoden beschikbaar zijn die vooral gebaseerd zijn op massaspectrometrische technieken. Functioneel lijkt hepcidine potentieel een geschikte biomarker binnen de diagnostiek van patiënten met ijzerregulatiestoornissen met anemie als gevolg. Hierbij moet gedacht worden aan patiënten met chronische darmontstekingen, reumatoïde artritis of nierpatiënten die met erytropoëtine worden behandeld.

## Regulatie

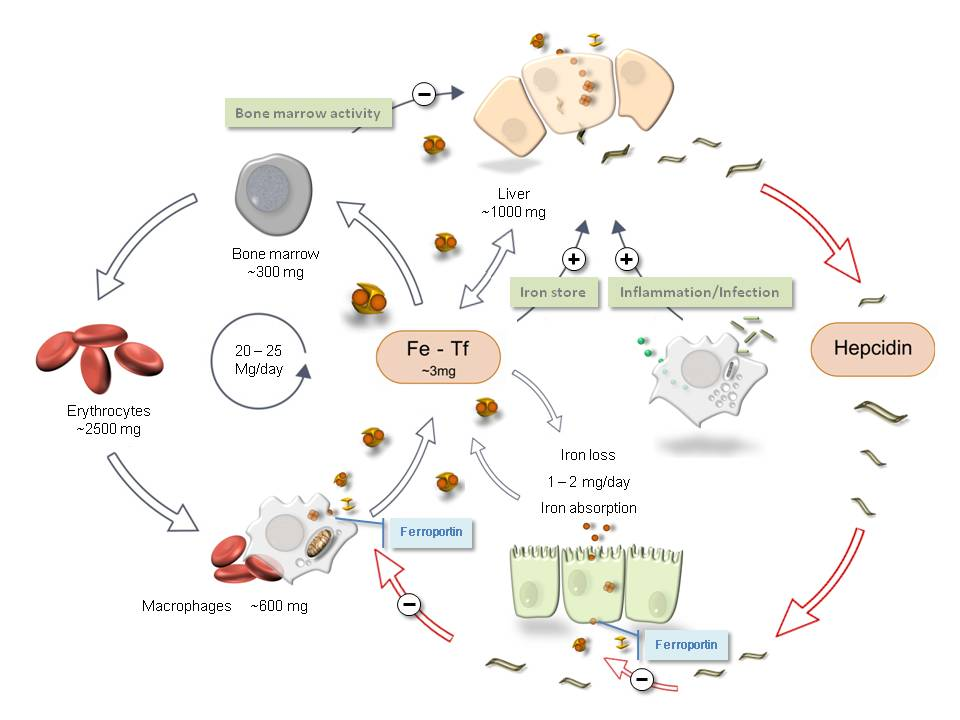
IJzermetabolisme en de plaats van hepcidine hier in

Dagelijks wordt in de dunne darm een kleine hoeveelheid ijzer opgenomen uit het voedsel. Regulatie van deze ijzeropname compenseert voor het ongecontroleerde ijzerverlies.
IJzer wordt getransporteerd in complex met het eiwit transferrine (Fe-Tf). Dit transport is essentieel om alle cellen te bereiken die ijzer nodig hebben, waaronder het beenmerg. Het circulerende Fe-Tf bindt aan de transferrine receptor 1 (TfR1) van cellen wat als complex wordt opgenomen. Normaal gesproken is ongeveer 20-30% van het plasma transferrine verzadigd met ijzeratomen (~3 mg).
Het beenmerg heeft verreweg de grootste ijzerbehoefte door de inbouw van hemoglobine in rode bloedcellen. In totaal wordt het ijzer in het beenmerg geschat op ongeveer 300 mg en in circulerende rode bloedcellen (erytrocyten) op ongeveer 2500 mg.
Oude erytrocyten worden na ongeveer 120 dagen door de macrofagen uit de circulatie genomen en verwerkt in het reticuloendotheliaal systeem. Het ijzer wat hierbij vrijkomt wordt vervolgens opgeslagen als ferritine en bij behoefte afgegeven aan het plasma. Zodoende wordt van de dagelijks benodigde 20–25 mg ijzer het grootste deel gerecycled.
De lever speelt een belangrijke rol in de ijzeropslag en de regulatie van het ijzerstofwisseling. Hepcidine, gesynthetiseerd door de lever, remt de ijzerexport naar het plasma vanuit de dunne darm enterocyten en de macrofagen door binding aan een specifieke ijzerexporter ferroportine. Daardoor leidt een toename in de hepcidineproductie tot een verminderde ijzerbeschikbaarheid voor de erytropoëse. De belangrijkste systemische regulatie processen welke de hepcidineproductie beïnvloeden zijn de aanmaakactiviteit van het beenmerg, lichaamsijzervoorraad en ontsteking/infectie.
Verhoogde beenmergactiviteit, anemie en/of hypoxie verlagen de hepcidine productie. IJzerstapeling of inflammatie verhogen de productie.